# Landschaftsschutzgebiet Dachstein–Salzkammergut
Das Landschaftsschutzgebiet Dachstein–Salzkammergut (auch Dachstein und Salzkammergut oder Salzkammergut-Ost) ist ein umfangreiches Schutzgebiet in der Steiermark.

## Lage
Das Landschaftsschutzgebiet befindet sich im Bezirk Liezen in der Obersteiermark, an der Landesgrenze zu Oberösterreich und Salzburg.
Es umfasst die Südabdachung des Dachsteinmassivs, den Grimmingstock und die Südwestflanke des Toten Gebirges, und zieht sich bogenförmig vom Ennstal im Westen um Hinterberg und Ausseerland im Nordosten herum. Damit deckt es im Westteil einen Teil des UNESCO-Welterbegebiets Kulturlandschaft Hallstatt–Dachstein/Salzkammergut (WHS 806), und im Osten die südöstliche Hälfte des Steirischen Salzkammerguts ab.
Zum Schutzgebiet gehören Gemeindegebiete von Ramsau am Dachstein, Haus, Aich, Gröbming, Mitterberg-Sankt Martin, Pürgg-Trautenfels, Bad Mitterndorf, Pichl-Kainisch, Bad Aussee, Altaussee, Grundlsee und Tauplitz. Davon liegen insbesondere die Orte Gröbming, Oblarn und St. Martin im Ennstal, und Bad Mitterndorf, Tauplitz und die meisten anderen Hinterberger Orte, wie auch Grundlsee mit seinen Ortschaften vollständig im Landschaftsschutz.

## Geschichte
1956 wurde das Landschaftsschutzgebiet Dachstein–Salzkammergut (LSG Nr. 14, LGBl. 35/1956) ausgewiesen, es umfasste seinerzeit noch den gesamten steirischen Anteil des Dachsteinstocks.
1959 wurden die Steirischen Salzkammergutseen zum Naturschutzgebiet erklärt (LGBl. 55/1959, 1997 außer Kraft).
Nach mehreren Änderungen wurde das Gebiet aufgeteilt und als Landschaftsschutzgebiet Nr. 14a (Dachstein–Salzkammergut, LGBl. 49/1997, auch als Salzkammergut-Ost geführt) neu verordnet, und das Sarstein–Traun-Gebiet als Nr. 14b (Salzkammergut[-West], LGBl. 48/1997). Schon 1991 war das Steirische Dachsteinplateau Naturschutzgebiet geworden (NS 18, inzwischen auch FFH-Gebiet AT2204000/Nr. 19), desgleichen auch den Kernraum des Toten Gebirgs (West und Ost, NS 15/16). Eine Zone im Hinterberger Talraum und im Nordostteil des Kemetgebirges vom Wandlkogel bis zum Gipfel des Hocheck blieb damit ausgespart, weil hier eine Erschließung als Bad Mitterndorfer Schigebiet zur Diskussion stand. Dezember des Jahres 1997 wurde dann das UNESCO-Welterbe deklariert, wobei steirischerseits die Kernzone etwa dem Naturschutzgebiet entspricht, die Pufferzone im Ennstal dem Landschaftsschutzgebiet. Gebietsänderungen in der Gemeinde Tauplitz gab es 2002 (LGBl. 96/2002) und 2014. Vor 2014 umfasste das Landschaftsschutzgebiet 36.220,00 Hektar, womit es das fünftgrößte der Steiermark war.

## Schutzumfang
Wie alle Landschaftsschutzgebiete ist der Schutz relativ moderat, Schutzziel ist, „Erhaltung seiner besonderen landschaftlichen Schönheit und Eigenart, seiner seltenen Charakteristik und seines Erholungswertes“ (§ 1 Z. 1 LGBl. 49/1997).
Das Schutzgebiet umfasst zu etwa der Hälfte Nadelwald (47 % der Fläche), einem weiteren Zwölftel Misch- oder Laubwald (6 % resp. 2 %),
zu je einem Fünftel Grünland (18 %, sowie 2½ % Almen) und alpines Buschland (Latschenfelder, 9 %) oder Ödland (insbesondere Karst, 2½ %), der Rest sind diverse andere Vegetationstypen, 1,4 % sind Wasserfläche, der bebaute Anteil bleibt unter 0,2 %. Tiefster Punkt ist der Trautenfelser Schlossteich (644 m ü. A.), höchster der Dachsteingipfel (2995 m ü. A.), womit das Gebiet alle Höhenzonen der Obersteiermark umfasst.
Angrenzend befinden sich (ab dem Dachsteingipfel, also dem Dreiländereck, im Uhrzeigersinn):
- das oberösterreichische Europaschutzgebiet Dachstein (Vogelschutz- und FFH-Gebiet, AT3101000/EU02, auch Naturschutzgebiet N098) – die Salzburger Dachsteinsüdostflanke ist noch ohne explizite Ausweisung
- das Europa- und Naturschutzgebiet Steirisches Dachsteinplateau (FFH, AT2204000/Nr. 19; NSa 18) – das FFH-Gebiet ist etwas größer und ragt um den Miesbodensee etwas in das Landschaftsschutzgebiet hinein
- das Landschaftsschutzgebiet Salzkammergut(-West, LS14b) – der Ausseer Talraum und Hoher Radling sind von Schutz ausgenommen
- das Europa- und Naturschutzgebiet Totes Gebirge mit Altauseersee (FFH und VS, AT2243000/Nr. 35; NSa 3, 16 und 17) – dort ist die Tauplitzalm ausgespart
- das Landschaftsschutzgebiet Warscheneck-Gruppe (LS15) – dort ist dazwischen der Talraum des Grimmingbachs ohne Schutzausweisung
- das Landschaftsschutzgebiet Ennstal von Ardning bis Pruggern (LS43) mit Europa- und Naturschutzgebiet Ennstaltarme von Niederstuttern (FFH, AT2240000/Nr. 7; NSc 54) und Europaschutzgebiet Ennstal zwischen Liezen und Niederstuttern (VS, AT2229002/Nr. 41; ein Teilbereich liegt direkt im Landschaftsschutzgebiet) – der Rest des Ennstales um Schladming ist weitgehend ohne Schutz

Mit dem Lückenschluss zwischen Totem Gebirge und Dachstein gehört das Gebiet zu einem Schutzkorridor, der sich heute weitgehend geschlossen von Wien bis tief in die Schweiz zieht (Programm Econnect).
In das Landschaftsschutzgebiet eingebettet sind:
- das Naturschutzgebiet Nordwestlicher Teil der Gemeinde Ramsau am Dachstein (NSG 02c) mit den umfangreichen Naturdenkmale Dachsteinsüdwand und Dachsteinsüdabsturz und Edelgrießgletscher (Nr. 783, 784)
- die Naturdenkmäler Schleierfall, Torbachfall, Gradenbachfall (NDM 789, 788, 813) an der Südabdachung des Dachsteinstocks
- das Naturdenkmal Schwefelquelle Hallbachschimmel (Nr. 1567) oberhalb des Salza-Stausees
- das Naturschutzgebiet Mündungsbereich Salza in Stausee Paß Stein (Salza-Stausee, NSc 17)
- die Naturschutzgebiete Rödschitz- oder Laasenmoor, Obersdorfer Moos und Drei Moorflächen (NSc 15, 58 und 89) und die geschützten Landschaftsteile Hackenschmiedmoos (Lammer-Moor) und Knoppenmoor (Nr. 3, 6) rund um Bad Mitterndorf
- die Naturhöhlen Bärenhöhle und Liglloch (HKNr. 1622/13, 1622/1) und das Naturdenkmal Große Grimming-Klachauer Gefällsstufe (Nr. 955) im Tauplitzgebiet
- das Naturdenkmal Kuppe des Feuerkogels (Nr. 358) und das kleine Europaschutzgebiet Zlaimmöser-Moore/Weißenbachalm (FFH, AT2224000/Nr.18) im Rötelsteingebiet

Daneben umfasst der Landschaftsschutz auch den gesamten Salza-Stausee und Grundlsee, zahlreiche alpine Kleinseen und einige Baumdenkmäler.